# Don Swayze
Donald Carl "Don" Swayze, född 10 augusti 1958 i Houston, Texas, är en amerikansk skådespelare. Han är yngre bror till Patrick Swayze.

## Filmografi i urval
- 1986 – Lagens änglar (TV-serie)
- 1991–1993 – Mord och inga visor (TV-serie)
- 1995 – Den förlorade sonen
- 1995 – På spaning i New York (TV-serie)
- 1999 – Movie Stars (TV-serie)
- 2000 – The Prophet's Game
- 2002 – Arkiv X, avsnitt Hellbound (gästroll i TV-serie)
- 2004 – NCIS, avsnitt Vanished (gästroll i TV-serie)
- 2005 – CSI: Miami, avsnitt Nothing to Lose (gästroll i TV-serie)
- 2008 – CSI: Crime Scene Investigation, avsnitt The Theory of Everything (gästroll i TV-serie)
- 2009–2017 – Family Guy (TV-serie) (röst)
- 2010 – Makt och begär (TV-serie)
- 2013 – Hawaii Five-0 (TV-serie)
- 2017 – General Hospital (TV-serie)
- 2019 – American Horror Story (TV-serie)
- 2020 – Sons of Thunder (TV-serie)
- 2025 – Honey Don't!